# 阿米达之围 (502年—503年)
阿米达之围发生于502年−503年，阿纳斯塔斯战争期间。城中未有驻扎任何拜占庭帝国的部队，但是其在落入萨珊帝国的科巴德一世手中之前抵抗了三个月。根据修辞学家扎迦利的详细记载，该城的沦陷极为残酷，伴随着三天三夜的大屠杀。其陷落促使拜占庭皇帝阿纳斯塔修斯一世采取军事行动应对，直至505年达成休战协议。

## 背景
502年，波斯国王科巴德一世需要钱财来偿还于498/499年扶助他登上王位的白匈奴人的债务。当时恰好在近期内，美索不达米亚的底格里斯河下游的水量发生变化，造成了洪水与饥馑。而东罗马皇帝阿纳斯塔修斯一世拒绝提供任何帮助，于是科巴德试图通过武力来获取钱财。
502年夏，科巴德一世率领亚美尼亚人与阿拉伯人组成的联军入侵罗马亚美尼亚与美索不达米亚，他迅速占领了毫无准备的提奥多西奥波利斯，也可能是在当地的支持下；无论如何该城未有军队防备，城防松弛。

## 围攻
科巴德随后在秋季至冬季（502年−503年）围攻阿米达城。这次围攻远比科巴德想象的艰难。守城者尽管未有军队支持，但是在三个月间仍旧一直击退波斯人的进攻。这座城市在其黑色玄武岩城墙的掩护下拼命抵抗，最终屈服。在发现城墙的薄弱之处后，科巴德派出一小支部队，在夜间突破了城防。根据普罗柯比的记载，波斯人很幸运，当时守城的基督教士在节庆后酩酊大醉，使得波斯人能够静悄悄地登上城墙，进入城内。
在三天的大屠杀之后，一位城内的牧师去见科巴德，乞求他停止杀戮，称这不是国王应有的行为。科巴德询问其为何抵抗他，这位牧师回答道：“因为上帝注定阿米达落入您的手中，这不取决于我们的决定，而在于您的英勇。”科巴德于是下令制止屠杀，但是允许士兵劫掠城市，将幸存者变为奴隶。剩下的人被押解到波斯，并为阿拉疆的重建做出了贡献。

## 后续
应对阿米达的陷落，皇帝阿纳斯塔修斯一世向东方派遣了60,000人的大军，但是拜占庭将领们无意收复该城。直至505年签署了休战协定，拜占庭以1100镑黄金赎回该城。

## 书籍
- Greatrex, Geoffrey; Lieu, Samuel N. C. . New York and London: Routledge (Taylor & Francis). 2002: 63–73  [2020-04-02]. ISBN 0-415-14687-9. （原始内容存档于2022-10-28）.